# Klaus Ernst von Platen
Klaus Ernst von Platen (* 12. April 1612 in Quitzow in der Prignitz; † 14. April 1669) war Angehöriger der brandenburgischen Adelsfamilie Platen und seit 1663 kurbrandenburgischer Geheimer Kriegsrat, seit 1655 Generalkriegskommissar und Hauptmann zu Lehnin.

## Leben
Sein Vater, Hartwig von Platen († 1632), war Kreisdirektor der Prignitz. Klaus Ernst von Platen diente als hochgestellter Sachwalter der landständischen Interessen in der kurfürstlichen Zentralverwaltung. Als Verwalter und nicht als ein Militär übersah er in seiner Funktion als Generalkriegskommissar die Kurbrandenburgische Armee.
Klaus Ernst war als erster brandenburgischer Generalkriegskommissar seit 1645 für das kurfürstliche Hauptheer zuständig. Neben ihm amtierte ein zweiter Generalkriegskommissar, Johann Ernst von Wallenrodt für das Heer im Herzogtum Preußen. 1651 wurde er Wirklicher Geheimer Rat im Geheimen Ratskollegium für Brandenburg-Preußen. Er war Gesandter auf dem Reichstag zu Regensburg (1663). Von 1660 bis zu seinem Tode war er Amtsmann des Amtes Lehnin.
Er heiratete am 15. April 1649 Anna Ehrentraut von Klitzing, die ab 1685 Königlich-Dänische Oberhofmeisterin war. Mit ihr hatte er vier Söhne darunter Heinrich von Platen, Königlich Preußischer Geheimrat (1654–1734) und Hartwig von Platen (1655–1727), preußischer Hofkammergerichtsrat, Landrat und Domherr.